# 미하일 프리드만
미하일 마라토비치 프리드만(러시아어: Михаил Маратович Фридман, 1964년 4월 21일~)은 우크라이나 태생의 러시아-이스라엘의 사업가, 억만장자, 올리가르히이다. 그는 러시아의 다국적 대기업인 알파 그룹의 공동 설립자 중 한 명이다. 《포브스》에 따르면, 그는 2017년 기준으로 러시아에서 7번째로 부유한 사람이었다. 2017년 5월, 그는 bne 인텔리뉴스에 의해 러시아에서 가장 중요한 사업가로 선정되었다. 블룸버그 억만장자 지수에 따르면 2022년 8월 프리드만의 순자산은 112억 달러였다.
2022년 유럽 연합은 러시아의 우크라이나 침공에 대응하여 프리드만에게 제재를 가했다. 프리드만은 유럽 연합의 주장이 거짓이고 명예를 훼손하는 것이라고 주장했다. 이후 그는 레터원과 알파 그룹의 이사회에서 물러나 제재를 피하기로 결정했다. 여러 매체가 보도한 바와 같이 프리드만은 이미 최소 두 차례에 걸쳐 2022년 7월과 2022년 12월에 제재에 이의를 제기하는 소송을 제기했다.
2022년 12월, 러시아 관영매체에 의해 프리드만으로 보도된 한 남성이 런던에서 돈세탁, 내무부 사기 공모, 위증 공모 혐의로 영국 국가범죄청에 의해 체포되었다. 영국 국가범죄국은 58세의 "부유한 러시아 사업가"를 "수백만 파운드의 거주지"에 구금했다고만 진술하면서 이 남성의 이름을 밝히지 않았다. 그 후, 그 기관은 조사를 축소했다.

## 어린 시절 및 교육
프리드만은 1964년 우크라이나 소비에트 사회주의 공화국의 르비우에서 태어나 어린 시절을 보냈다. 그는 1980년에 르비우에서 고등학교를 졸업했다. 그는 자신이 유대인이라는 이유로 모스크바의 최고 물리 대학에 입학하는 것을 거부당했고 대신 모스크바 철강 합금 연구소에 다녔다고 말했다. 그는 모스크바에 있는 대학생 동안 창문을 닦고 스트로베리 필즈라는 이름의 학생 디스코텍을 설립하고 공동 소유하는 것을 포함하여 다양한 직업을 가졌다. 그는 또한 인기 있는 모스크바 연극에서 표를 사기 위해 줄을 서고, 희귀한 상품과 호의를 교환하기 위해 표를 경화로 사용하는 학생 그룹을 이끌었다. 야금 공학을 공부한 그는 1986년에 모스크바 철강 합금 연구소에서 우수한 성적으로 졸업했다.

## 런던에서 체포된 혐의
2022년 12월 1일, 이름을 밝히지 않은 58세의 남성이 런던에 있는 자신의 거주지에서 체포되었고 나중에 영국 국가범죄국이 설립한 도둑질 방지 세포의 경찰관들에 의해 보석으로 풀려났다. 러시아 국영 통신사 타스 등 몇몇 언론은 이 남성이 미하일 프리드만이라고 주장했다. 알파뱅크는 프리드만이 문제의 인물이라는 것을 부인했다. 한편 런던 주재 러시아 대사관은 프리드만이 영사 지원을 요청하지 않았다고 밝혔다.